# シュコダ39T
シュコダ39T（チェコ語: Škoda 39T）は、チェコの車両メーカーであるシュコダ・トランスポーテーションが開発・展開する路面電車車両。チェコの路面電車であるオストラヴァ市電向けに開発された、バリアフリーに適した超低床電車である。

## 概要
シュコダ・トランスポーテーションが展開する路面電車車両のフォアシティ・スマートのうち、チェコのオストラヴァ（オストラヴァ市電）向けに開発された車種。3箇所に乗降扉を有する前方車体に1軸、乗降扉が2箇所に存在する後方車体に2軸の回転軸付きの台車を有する2車体連接車で、車内全体がバリアフリーに適した低床車体になっている他、冷暖房やUSBポートが設けられている。また車体の材料の不燃性、構体の強度や耐衝撃性などは最新のヨーロッパの規格に準拠したものになっている。
2018年にシュコダ・トランスポーテーションが新型車両の発注権を獲得し、2021年10月から試運転が実施された後、翌2022年2月17日から本格的な営業運転を開始した。それ以降、追加発注分を含めて2024年までに合計38両が導入されており、長年使用されていたタトラT3やタトラT6A5の置き換えが進められる事になっている。

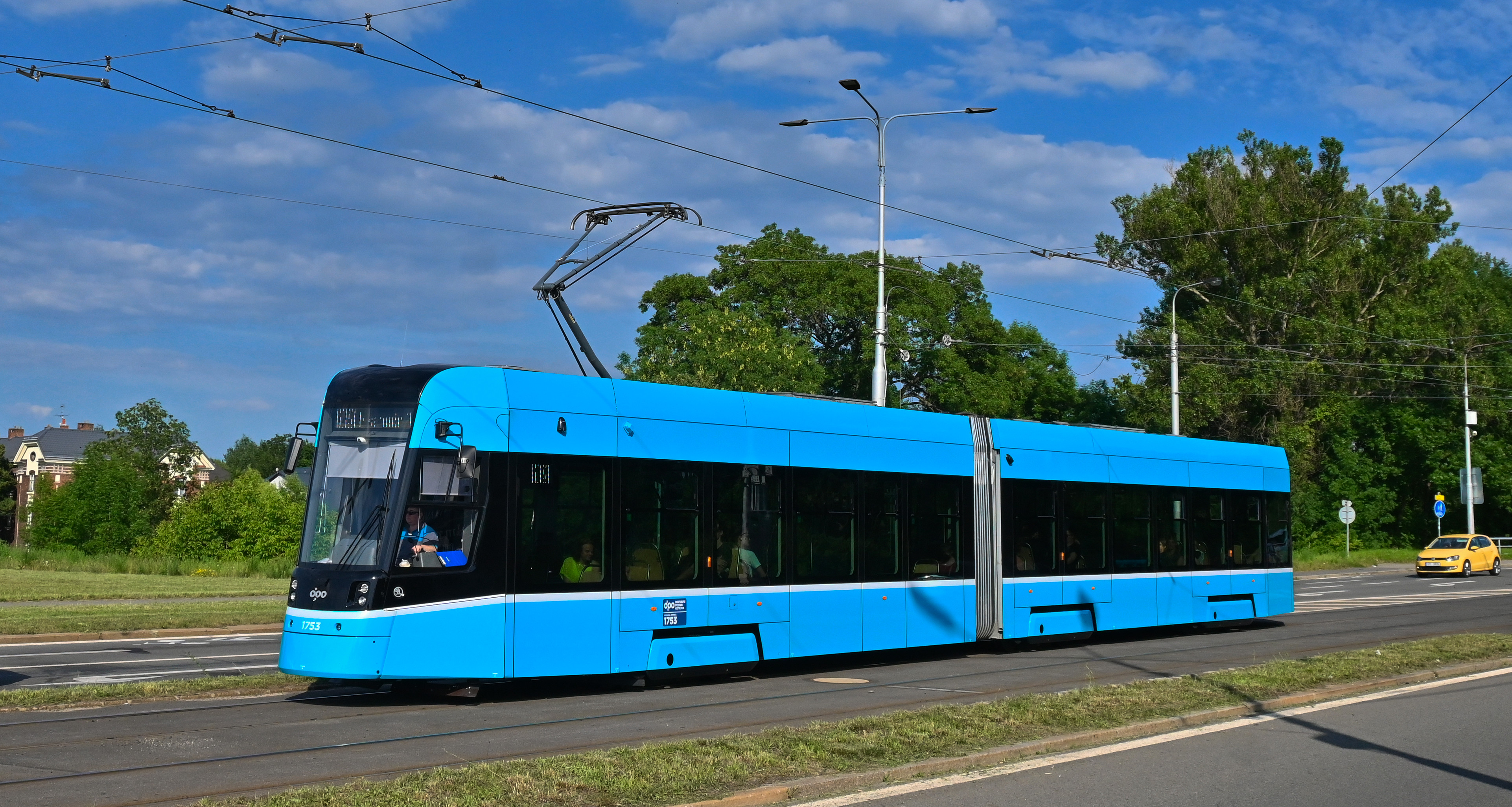
1753（2022年撮影）
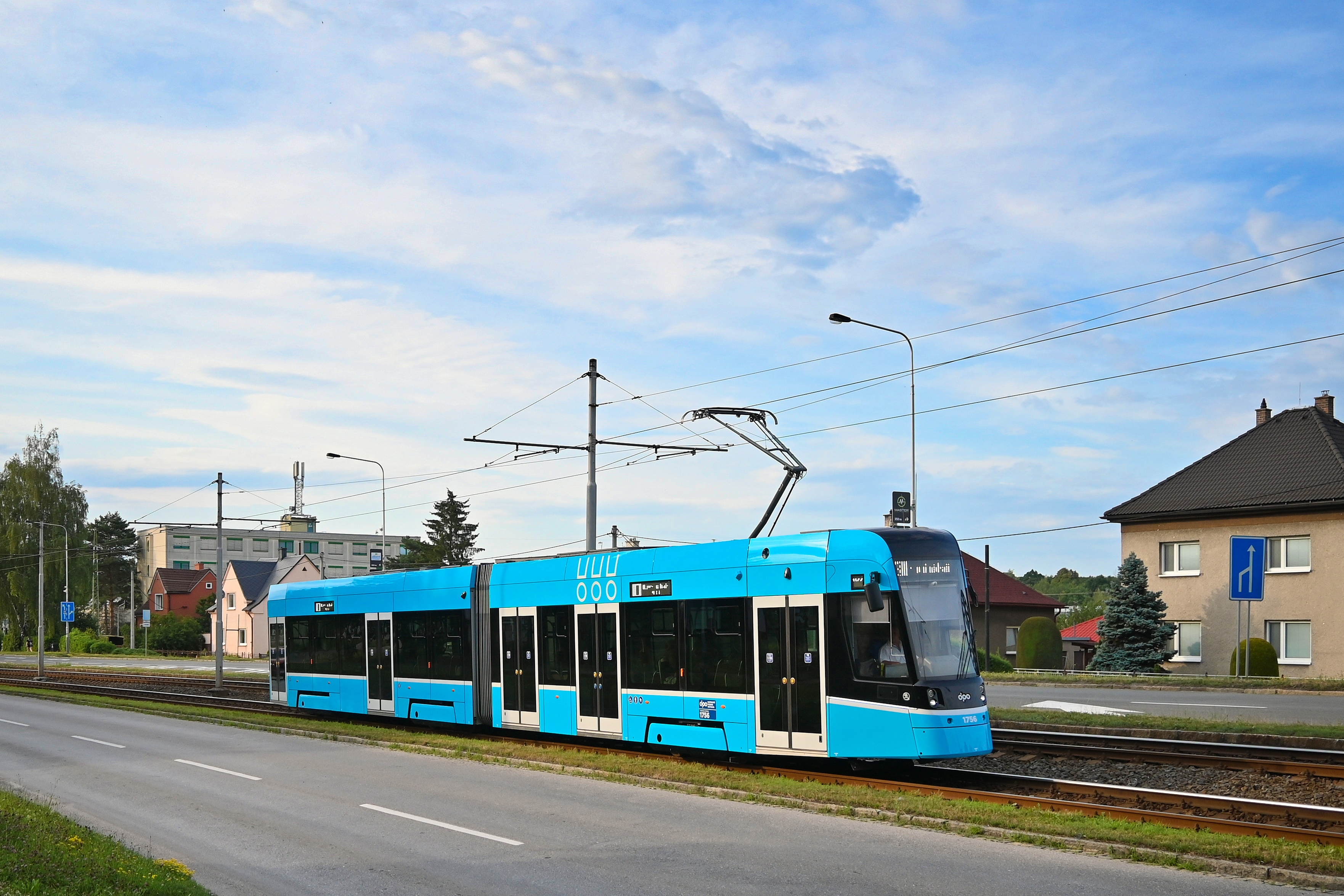
1756（2022年撮影）